# Антюх, Наталья Николаевна
Ната́лья Никола́евна Антю́х (род. 26 июня 1981, Ленинград) — российская легкоатлетка, неоднократная чемпионка мира и Европы, заслуженный мастер спорта России.
В 2017 году решением МОК лишена серебряной награды Олимпийских игр 2012 года в эстафете 4×400 метров из-за дисквалификации российской команды после обнаружения в пробах Антонины Кривошапки допинга. В 2022 году лишена золота Олимпийских игр 2012 года за забег на дистанции 400 метров с барьерами.

## Биография и спортивная карьера
Когда Наталье было восемь лет, мама предложила выбрать между музыкальной и спортивной карьерой.
В 1991 году в возрасте 10 лет стала тренироваться у детского тренера Вадима Пинчука. Тренер увидел её на первенстве района и сразу же решил, что спортсменка будет заниматься у него. Вначале Пинчук, вместе с другим детским тренером Маргаритой Юрьевной Михайловой, занимался с Натальей по системе многоборья, потом она стала тренироваться на 100 метрах с барьерами и в этой дисциплине стала чемпионкой России. Затем была выбрана новая дисциплина — 400 метров с барьерами, и в ней в 1998 году Наталья Антюх стала победителем первых всемирных юношеских игр под эгидой Международного олимпийского комитета. Вадим Пинчук передал Наталью Антюх другому тренеру, когда той исполнился 21 год. Сама спортсменка высказывала благодарность детским тренерам за то, что они смогли заложить все нужные навыки и желание заниматься спортом. Наталья Антюх считает, что её достижения — это и их заслуга.
Тренировалась под руководством Екатерины Куликовой, благодаря которой на Олимпийских играх 2004 в Афинах она стала бронзовым призёром в забеге на 400 м и выиграла серебряную медаль в эстафете 4×400 м. Однако спустя 6 лет, 16 марта 2010 года, совет Международной ассоциации легкоатлетических федераций в Дохе анонсировал дисквалификацию американской эстафетной команды, поскольку член американской эстафетной команды Кристал Кокс призналась в употреблении допинга в 2001—2004 гг. (МОК в 2012 году лишил Кокс золотой медали в той эстафете). Встал вопрос о лишении золотых наград в той эстафете всей американской команды и перераспределении медалей со вручением золота сборной России, однако ИААФ, от которой это зависело, такого решения не приняла.
У Натальи Антюх есть младший брат Кирилл (р. 1986), тоже спортсмен. В 2005 году умерла их мать, что стало для спортсменки большим ударом. После этого в её жизни последовала череда неудач, и многие спортивные аналитики поставили под сомнение её спортивное будущее. Отец, с которым у семьи были напряжённые отношения, позже тоже умер.

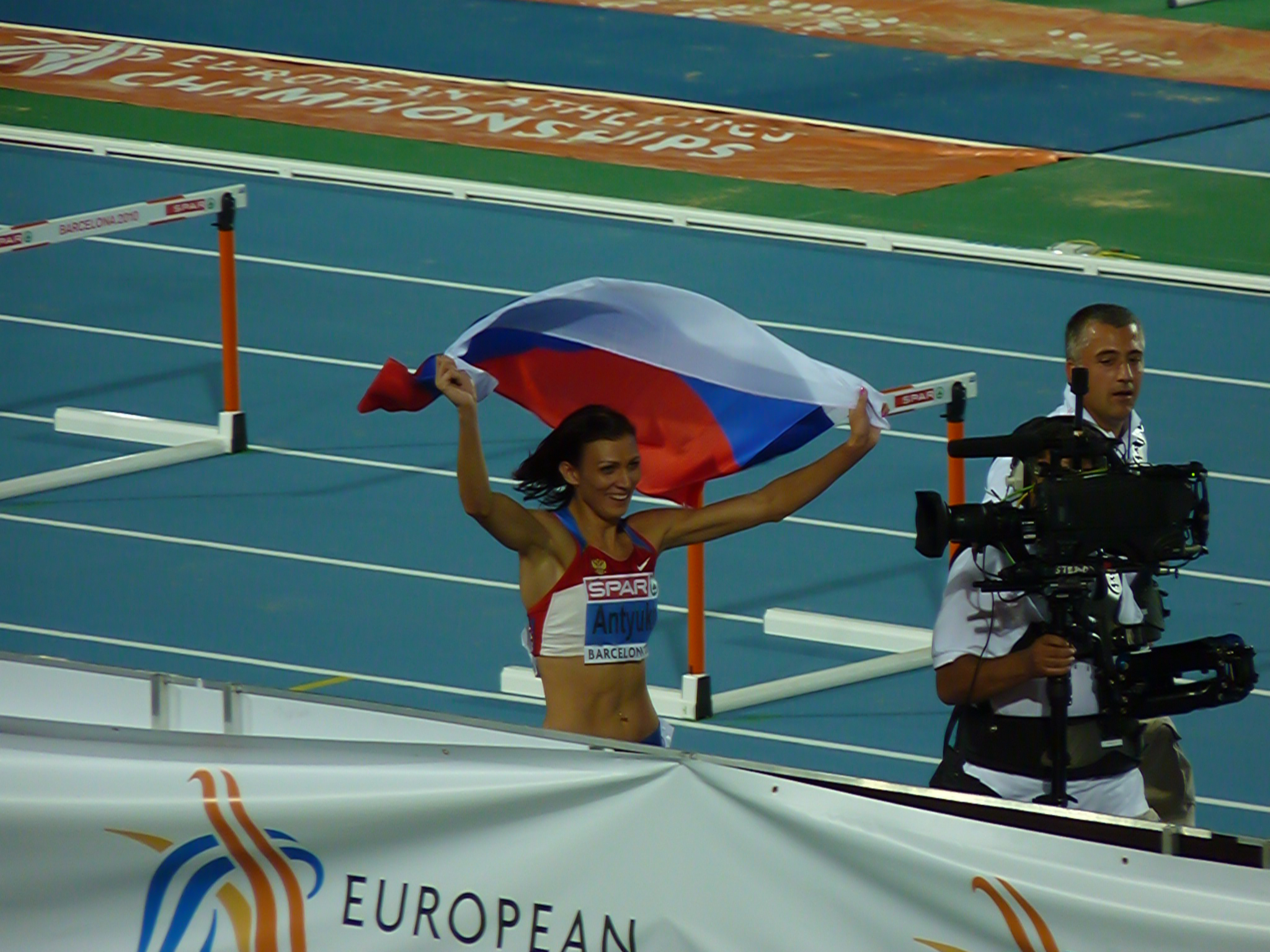
Наталья Антюх на чемпионате Европы 2010 в Барселоне

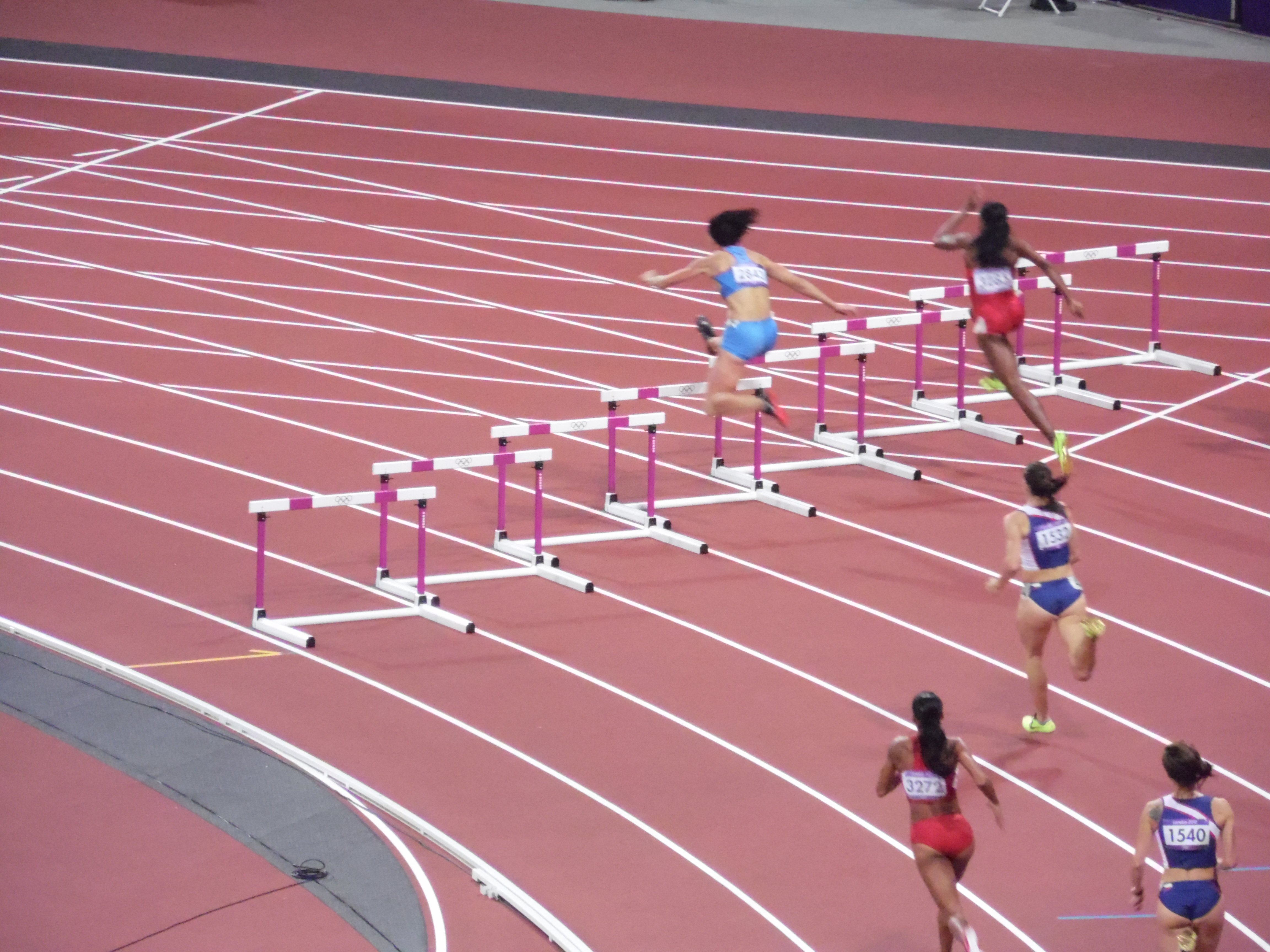
Наталья Антюх лидирует в последнем вираже на Олимпийских играх 2012 года на 400 м с/б

На чемпионате мира 2005 года в Хельсинки Наталья Антюх не смогла пробиться в финал на дистанции 400 м, но выиграла золотую медаль в составе российской эстафеты 4×400 м.
Сезон 2006/07 практически пропустила, отдыхала и готовилась к новым стартам. На отборочном к олимпийским играм чемпионате России в Казани Наталья за несколько метров до финиша четырёхсотметровки упала и потеряла шансы на поездку в Пекин 2008. После этого случая она долго лечилась у психолога.
В 2010 году решила последовать примеру Ирины Приваловой и сменить гладкий бег на бег с барьерами. Эксперимент тренерами сборной был признан успешным. Наталья выиграла Чемпионат России 2010 в этой дисциплине, а на чемпионате Европы 2010 года в Барселоне выиграла, показав лучший результат сезона в Европе и более чем на секунду улучшив личный рекорд — 52.92. В барьерном беге Наталья побеждала ещё на Всемирных юношеских Играх в Москве ещё в 1998 г., но после этого ушла в гладкий бег: её тренер в то время — Юрий Анисимов — настоял. Затем спортсменка начала работать с Екатериной Куликовой, под руководством которой и стала чемпионкой Европы 2010. На Олимпийских играх в Лондоне 8 августа 2012 года стала олимпийской чемпионкой в беге на дистанции 400 метров с барьерами.
Выступала за два российских региона: Санкт-Петербург и Москву. В МВД числится как инструктор по спорту I категории спортивной команды при управлении Северо-Западного регионального командования внутренних войск МВД России. После Олимпиады 2012 года повышена в звании до старшего лейтенанта.
По собственному признанию, собиралась покинуть спорт в 2012 году после лондонской Олимпиады, но, став чемпионкой, решила подождать до чемпионата по лёгкой атлетике 2013 года, который состоялся в Москве. По её словам, у неё было две цели: стать чемпионкой и побить мировой рекорд. Добившись первой цели, она решила добиться и второй, поэтому передумала завершать карьеру. На чемпионате мира 2013 года на дистанции 400 метров с барьерами Антюх не смогла преодолеть квалификацию и пробиться в финал соревнований.
Окончила ГБОУ СОШ №667 Невского района Санкт-Петербурга .
Окончила Санкт-Петербургскую Лесотехническую Академию.
Объявила о завершении карьеры в феврале 2017 года.
15 января 2019 года назначена председателем Комитета по физической культуре и спорту Санкт-Петербурга.
Выдвинута в кандидаты Государственной Думы РФ 8 созыва от партии пенсионеров по Санкт-Петербургу.

## Дисквалификация
В апреле 2021 года Спортивный арбитражный суд (CAS) дисквалифицировал Антюх на четыре года за нарушение антидопинговых правил. Срок отстранения спортсменки отсчитывается с 7 апреля 2021 года. Результаты Антюх, показанные с 30 июня 2013 года, — аннулируются.
В октябре 2022 года Независимый орган по борьбе с негативными явлениями в легкой атлетике Athletics Integrity Unit (AIU)  дисквалифицировал Антюх за нарушение антидопинговых правил. Результаты спортсменки в период с 15 июля 2012 года по 29 июня 2013 года аннулированы.  Наталью Антюх лишили золота Олимпиады-2012 в Лондоне в беге на 400 метров с барьерами. Решение принято на основании базы данных Московской антидопинговой лаборатории (LIMS). Награды за дистанцию 400 метров с барьерами были перераспределены и вручены новым обладателям во время летних Олимпийских игр 2024 года в Париже.

## Результаты
Лучшие результаты по годам в беге на 400 м и место в списке мирового сезона
| Год        | 2001  | 2002  | 2003  | 2004  | 2005  | 2006  | 2007  | 2008  | 2009  | 2010 | 2011  | 2012  |
| ---------- | ----- | ----- | ----- | ----- | ----- | ----- | ----- | ----- | ----- | ---- | ----- | ----- |
| Время, сек | 51,19 | 51,24 | 52,28 | 49,85 | 50,67 | 50,47 | 49,93 | 51,19 | 50,90 |      | 50,73 | 51,27 |
| Место      | 25    | 22    | 91    | 6     | 12    | 14    | 8     | 33    | 22    |      | 14    | 44    |

## Награды и звания
- Орден Почёта (13 августа 2012 года) — за большой вклад в развитие физической культуры и спорта, высокие спортивные достижения на Играх XXX Олимпиады 2012 года в городе Лондоне (Великобритания)[29]
- Орден Дружбы (18 февраля 2006 года) — за большой вклад в развитие физической культуры и спорта, высокие спортивные достижения[30]
- Заслуженный мастер спорта России
- Медаль ордена «За заслуги перед Отечеством» II степени[21]
- Медаль МВД «За воинскую доблесть»[21]

## Публикации в СМИ
- Наталья Антюх: «Конкуренты спиваются!»
- Наталья Антюх: Наши девчонки принесли мне медальку
- Наталья Антюх стала многократной чемпионкой мира